# Monnaie romaine

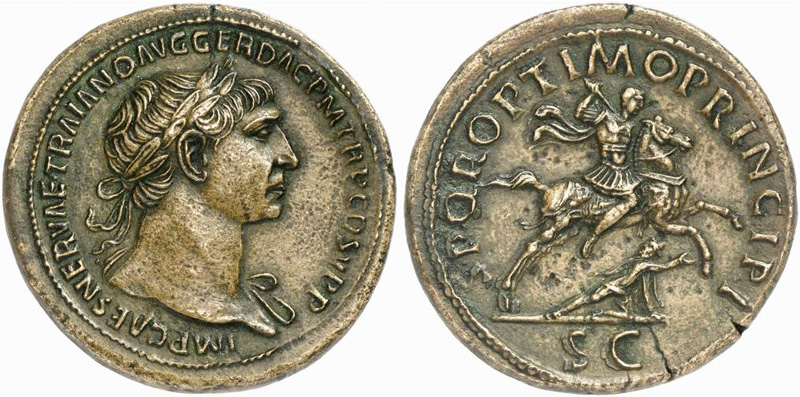
L'art du portrait, une des caractéristiques du monnayage romain de l'époque classique : sesterce de Trajan, frappé en 105 EC, laiton, 25,835 g. Légende à l'avers : IMP CAES NERVAE TRAIANO AVG GER DAC P M TR P COS V P P - Légende au revers : S P Q R OPTIMO PRINCIPI S C : Trajan en armure et à cheval terrasse un Dace au sol.

La monnaie romaine est de toutes les monnaies antiques celle qui a connu la plus longue et la plus grande expansion géographique, jusqu'à devenir durant plusieurs siècles la monnaie commune du monde occidental et méditerranéen. Après des débuts frustes basés sur le bronze au poids et l'usage du monnayage grec, elle s'est constituée à la fin du IIIe siècle av. J.-C., sous le régime de la République, selon un système monétaire fondé sur le bimétallisme argent et bronze. 
Au début du Haut-Empire sous Auguste s'ajoute la monnaie d'or, créant un système à trois métaux qui reste stable pendant près de deux siècles et demi. La crise militaire et économique du IIIe siècle et la spirale inflationniste qui l'accompagne voient l'effondrement des monnaies d'argent et de bronze. Au IVe siècle, la réforme de Dioclétien qui tente de revaloriser les monnaies d'argent et de bronze ne parvient pas à contenir l'inflation, tandis que celle de Constantin Ier parvient à créer un système monétaire dominé par le solidus stabilisé à 4,5 grammes d'or fin et sans parité fixe avec les autres monnaies qui se dévaluent. Le solidus connait ensuite une exceptionnelle stabilité dans l'empire d'Orient jusqu'au XIe siècle.

## Connaissance du monnayage romain
Les monnaies romaines sont un des témoins de la vie économique antique le mieux connu, dans la quasi-totalité de ses déclinaisons. Les premières études du monnayage romain émergent durant la Renaissance. À Padoue, au milieu du XVIe siècle, Giovanni Cavino va jusqu'à fabriquer de fausses monnaies romaines pour satisfaire les collectionneurs qui constituent des studiolos, des cabinets de curiosités. Objets imputrescibles, abondamment produits et diffusés, les pièces romaines sont découvertes de façon fortuite depuis longtemps. 
À partir du XVIIe siècle, des collectionneurs plus érudits fondent des cabinets des médailles, du nom que l'on donnait aux monnaies antiques, où ils accumulent et classent leurs acquisitions. L'un des plus prestigieux est celui du roi Louis XIV qui, très jeune, se prit de passion pour les monnaies antiques. Son cabinet, devenu inaliénable, collection publique, est à l'origine du Département des Monnaies, médailles et antiques de la Bibliothèque nationale de France. Au XVIIIe siècle, Johann Joachim Winckelmann, l'un des premiers penseurs de l'esthétique, était avant tout un archéologue et un connaisseur passionné de monnaies antiques.
Dans la foulée, des musées nationaux forment leur collection à leur tour. La fusion des divers inventaires de ces collections permet d'établir des catalogues numismatiques de plus en plus exhaustifs qui répertorient les monnaies selon leur type et leur motif. Une illustration de ce processus nous est donnée à la fin du XIXe siècle par Henry Cohen, auteur d'un célèbre catalogue de plusieurs dizaines de milliers de monnaies impériales : dans sa préface, il décrit son étude des catalogues des musées de Turin, du Danemark, de Vienne et des collections du Musée britannique et celle du Cabinet des médailles de France. Ce cabinet fut lui-même enrichi des legs d'amateurs tel le comte de Caylus, qui suivit avec passion les premières découvertes archéologiques d'Herculanum et de Pompéi au début du XVIIIe siècle.
À partir de 1900 et avec les travaux d'Adrien Blanchet, la numismatique jusqu'ici cantonnée aux activités de catalogage, s'élargit en étudiant les trouvailles monétaires comme des documents archéologiques et historiques. On recherche les lieux d'émissions, les volumes frappés et leur dispersion, certains chercheurs analysent les caractéristiques physiques des monnaies, en poids et en teneur des alliages, mais de façon encore partielle pour des approches statistiques.
Les trouvailles au cours du XXe siècle, avec les trésors monétaires, parfois spectaculaires comme le trésor de Marcianopolis (plus de 80 000 pièces d'argent, découvert en 1929 à Devnya en Bulgarie), le Trésor d'Eauze découvert en 1985 en France (28 000 pièces d'argent), celui de Trèves (1993, 2 500 pièces d'or) ou encore le trésor de Frome en 2010 (52 000 pièces, en majorité de bronze), et les travaux britanniques ont complété les travaux de Cohen et créé le célèbre catalogue en dix volumes du Roman Imperial Coinage, achevé en 1994.
La seconde moitié du XXe siècle voit se diversifier les recherches numismatiques : la multiplication des chantiers archéologiques, l'emploi des détecteurs de métaux lors des fouilles officielles et clandestines enrichissent la masse des découvertes. L'étude s'élargit à des domaines un peu négligés, comme les nombreuses et diverses émissions locales, ou le monnayage de cuivre. L'informatique offre de puissants moyens d'inventaire, tandis que les techniques spectrographiques permettent une analyse fine des alliages.

## Le monnayage sous la République

### Les origines du monnayage romain

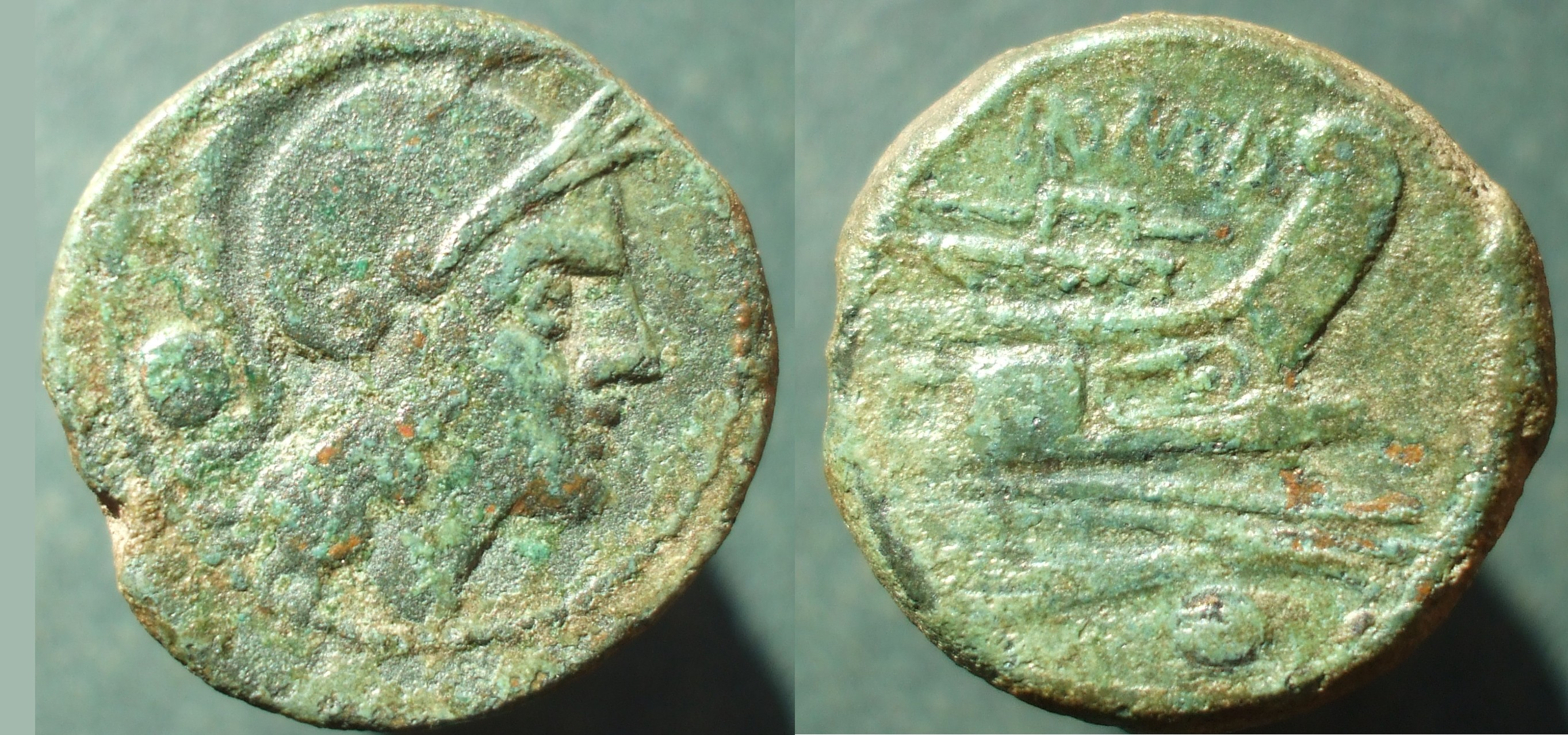
Uncia de bronze frappée entre 215 et -212
Rome et un globule à l'avers, Proue, ROMA et globule au revers.

Vers 400 av. J.-C., les Romains remplacèrent le troc basé sur les têtes de bétail ou l'usage de monnaies grecques par un système monétaire relativement archaïque, assimilé à une monnaie de commodité reposant sur le cuivre. Il s'agissait dans un premier temps de « blocs » de bronze nommés aes rude puis à la fin du IVe siècle de lingots en bronze représentant sur une des faces leur équivalent en têtes de bétail, l’aes signatum. Ensuite, en 289 av. J.-C. probablement, est constitué le collège des tresviri monetales responsables d'organiser le monnayage romain. Alors apparaissent des disques de bronze nommés aes grave (latin grave = lourd) pesant une livre romaine (324 g) et valant 1 as, premier monnayage d'une lourdeur peu commode, valant pour son poids de métal. Le double visage de Janus y est gravé sur l'avers (face). Des sous-multiples normalisés sont émis pour un usage courant, semis (1/2), triens (1/3), quadrans (1/4), sextans (1/6), uncia ou once (1/12), demi-once (1/24).
Le poids de l'as étant fixé en fonction de sa valeur, celui-ci diminue lors de la première guerre punique (264-241) pour peser environ 290-280 grammes, baisse due aux fortes dépenses de Rome pour la constitution de sa flotte.
Vers 225 av. J.-C. apparaît sur le revers de l'aes grave, une proue en hommage à la flotte militaire romaine constituée quelques décennies plus tôt.

### Imitations des monnaies grecques

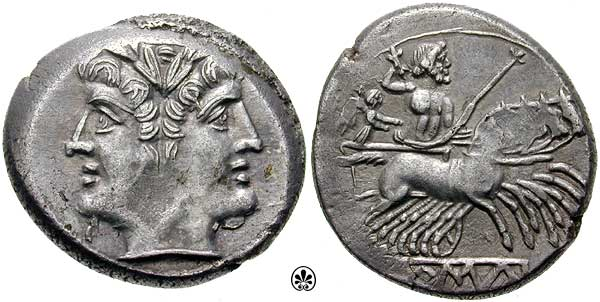
Quadrigat d’argent (5.7 g), vers 225-212 a.C.; (Crawford 28/3) : avers : tête de Janus ; revers : Jupiter sur un quadrige guidé par la Victoire. Légende ROMA.

Toujours au IIIe siècle av. J.-C., probablement pour financer la guerre contre Pyrrhus, Rome fait frapper à des monnaies d’argent dans le sud de l’Italie, qualifiées de monnaies romano-campaninennes. Imitations du didrachme circulant en Grande-Grèce et en Sicile, leur poids est théoriquement aligné sur l'étalonnage grec de 6 scrupules, environ 7 g au début, puis dévalué en même temps que le didrachme après la prise de Tarente. Sept séries sont repertoriées, distinguées par leurs motifs. La troisième série, émise en 269 av. J.-C. sous le consulat de Quintus Ogulnius Gallus, porte au revers la Louve allaitant Romulus et Remus, statue offerte par Ogulnius et première représentation figurée de la légende de fondation de Rome.
Un huitième type de didrachme romano-campanien montre un quadrige, d’où son nom de quadrigat,, employé par Tite-Live pour les demandes de rançon de prisonniers formulées par Hannibal Barca (quadrigatos nummos à l'accusatif pluriel), appellation reprise par les numismates modernes. La date d'apparition du quadrigat fait débat : 235 av. J.-C. pour Rudi Thomsen (1918-2004), 228 av. J.-C. selon Hubert Zehnacker, 225 av. J.-C. chez Michael Crawford (en), propositions mises à bas par la découverte de deux trésors de quadrigats à Sélinonte, enfouis peu avant l'abandon complet de la cité en 250 av. J.-C. par les Carthaginois.
Ces monnaies d'imitation d'argent circulent durant le IIIe siècle av. J.-C. en même temps que les émissions purement romaines de bronze l'aes grave, dont le poids rend l'usage peu commode, et les lingots d'aes signatum.

### Renouvellement du monnayage argent-bronze
Lors de la deuxième guerre punique (218-201), qui impose à Rome des dépenses considérables, l'as de bronze qui pèse une demi-livre en 218 av. J.-C. et le quadrigat s'effondrent. Vers 211 av. J.-C., le Sénat refonde le système monétaire romain et introduit le denier d'argent de 1/72e de livre romaine, soit 4 scrupules, pesant 4,5 g d'argent.
Le denier vaut 10 as de 1/6 de livre (as sextantaire de 53 grammes de bronze) d'où sa marque du chiffre romain X, et son nom qui vient du radical latin DENI = dix par dix ; même racine DE[K] que decem = dix). Des sous-multiples en argent sont créés, le quinaire (5 as) et le sesterce (2 as et demi). Le denier 4,5 g d'argent vaut donc 530 g de bronze en 211 av. J.-C. On a donc un rapport argent/bronze de 1/120.
| Monnaie  | Denier | Quinaire | Sesterce | As  | Métal  | Marque | Avers        | Revers          |
| -------- | ------ | -------- | -------- | --- | ------ | ------ | ------------ | --------------- |
| Denier   | 1      | 2        | 4        | 10  | Argent | X      | Rome casquée | Dioscures       |
| Quinaire | 1/2    | 1        | 2        | 5   | Argent | V      | Rome casquée | Dioscures       |
| Sesterce | 1/4    | 1/2      | 1        | 2,5 | Argent | IIS    | Rome casquée | Dioscures       |
| As       | 1/10   | 1/5      | 2/5      | 1   | Bronze |        | Janus        | proue de navire |

Les difficultés monétaires romaines ne sont néanmoins pas résolues, car, d'après Tite-Live, le Sénat est contraint en 209 av. J.-C. de puiser dans les réserves d'or pour financer l'effort de guerre.
Le denier connait une première baisse de poids vers 206 av. J.-C. avec un poids théorique de 4,20 g, puis une seconde dans les années 190 av. J.-C.. Le denier est désormais taillé à 1/84 de livre soit un poids théorique de 3,87 grammes, tandis que l'as baisse de 1/6 de livre (as sextantaire) à 1/12 de livre (as oncial), valeur à laquelle il est stabilisé durant le IIe siècle av. J.-C.,. Des marques de valeurs aident à s'y retrouver parmi tous ces modules.
Vers 170 av. J.-C., le denier est dévalué une troisième fois et son poids est ramené à 3,7 grammes (le rapport entre l'argent et le bronze est alors de 1/70).

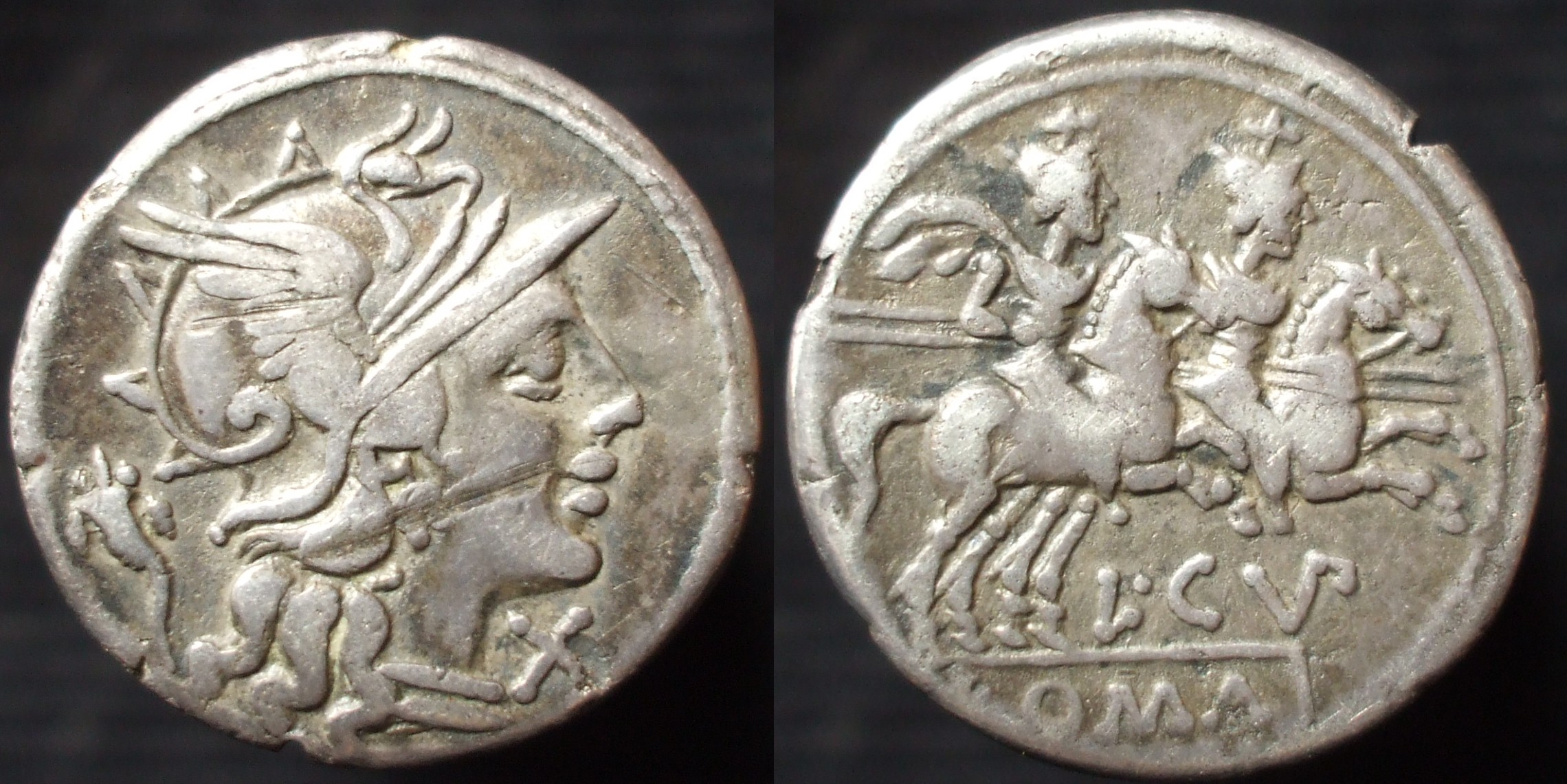
Denier d'argent de la gens Cupienna de -147

Enfin, vers 140 av. J.-C. la valeur relative du denier d'argent par rapport au bronze est réestimée :
- le denier vaut désormais 16 as de bronze[25] soit un rapport de 1/110 ;
- le sesterce passe à 4 as[25], mais conserve sa marque de HS, souvenir de sa parité initiale avec l'as (deux as et demi, soit en chiffres romains IIS, vite retranscrit en HS[29]).

| Équivalences entre monnaies romaines (Ier siècle av. J.-C.) |        |          |          |    |        |
|                                                             | Denier | Quinaire | Sesterce | As | Métal  |
| Denier                                                      | 1      | 2        | 4        | 16 | Argent |
| Quinaire                                                    | 1/2    | 1        | 2        | 8  | Argent |
| Sesterce                                                    | 1/4    | 1/2      | 1        | 4  | Argent |
| As                                                          | 1/16   | 1/8      | 1/4      | 1  | Bronze |

### Le sesterce comme unité de compte

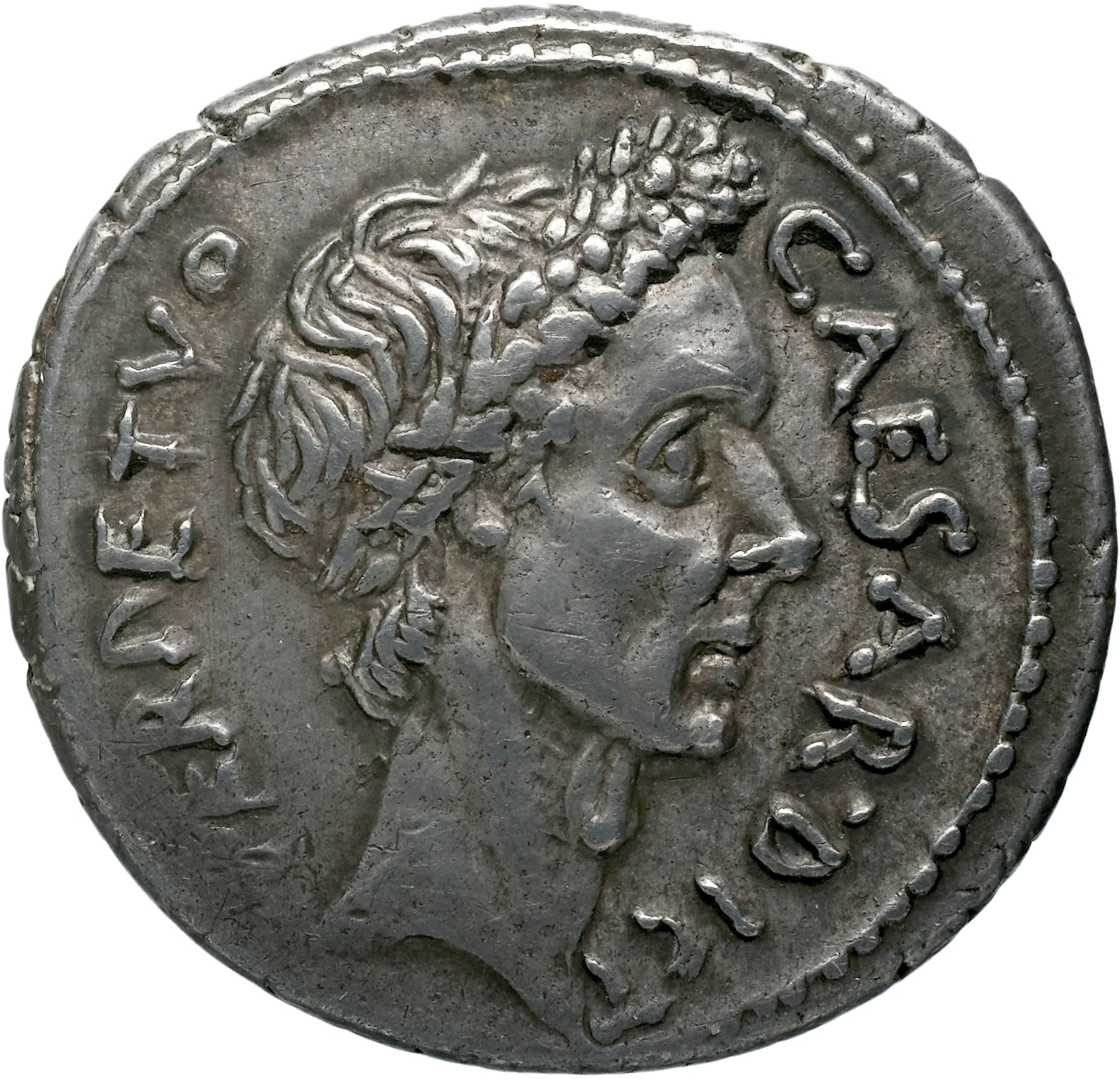
Avers du denier frappé sous César dictator perpetuo, argent, poids de 4,01 g (BNF).

Le sesterce devient au cours du IIe siècle av. J.-C. l'unité de compte usuelle en lieu et place de l'as libral, les dépenses, les revenus et les fortunes s'évaluent en sesterces, d'abord dans les comptes officiels de l'État romain, puis auprès des particuliers. La date d'introduction de ce changement comptable n'a pas pu être déterminée par les historiens, qui s'accordent pour considérer qu'elle est un peu antérieure à 141 av. J.-C. selon l'inscription du premier sénatus-consulte qui chiffre en sesterces,.
L'impact de ce changement comptable sur la gestion publique et particulièrement sur les seuils déterminant les classes lors des recensements est difficile à apprécier faute de documentations antiques. Si Michael Crawford considère que les valeurs en as ont été simplement retranscrites en sesterces, transformant le minimum pour la première classe de 100 000 as en 100 000 sesterces, en revanche, Claude Nicolet trouve le changement trop considérable, et après analyse des rares indices écrits, constate qu'on ne peut affirmer que l'échelle censitaire a été multipliée par quatre lors du passage des comptes en sesterces. Seule certitude, le nouveau cens crée à cette époque pour les chevaliers s'exprime à 400 000 sesterces.

## Le monnayage sous le Haut Empire

### Le système augustéen
À partir de la réforme monétaire d'Auguste de 19 av. J.-C., le système entre dans une période de stabilité qui va durer plus de deux siècles. L'aureus créé sous César est maintenu, le monnayage d'or et d'argent est complété par une série de sous-multiples en métal moins noble. Le bronze, alliage de cuivre et d'étain, est abandonné. Le sesterce, qui était une minuscule pièce en argent sous la République, devient une monnaie dans un nouvel alliage de cuivre et de zinc, dit orichalque, similaire au laiton, tandis que l'as est fabriqué en cuivre pur. Valeur la plus importante des espèces cuivrées, le sesterce devient l'unité de compte de l'économie romaine.
Le système monétaire augustéen se présente alors comme suit :
|  | Aureus |

|  | Quinaire d'or |

|  | Denier |

|  | Quinaire d'argent |

|  | Sesterce |

|  | Dupondius |

|  | As |

|  | Semis |

|  | Quadrans |

|  |

L'unification monétaire n'était toutefois pas totale. Dans la partie orientale de l'Empire, les cités frappaient leur propre monnaie pour l'usage local ou régional, comme la drachme grecque ou temporairement le cistophore d'argent, d'environ 12 grammes et valant 3 deniers romains ou 4 drachmes grecques.
En 64, sous Néron, le poids de monnaie d'or et d'argent est modifié, diminuant la valeur de l'or monnayé par rapport à l'argent. L'aureus passe de 7,8 à 7,26 grammes soir 1/45e de livre, et le denier d'argent descend à 3,40 grammes.

exemplaires des principales monnaies romaines du Haut-Empire
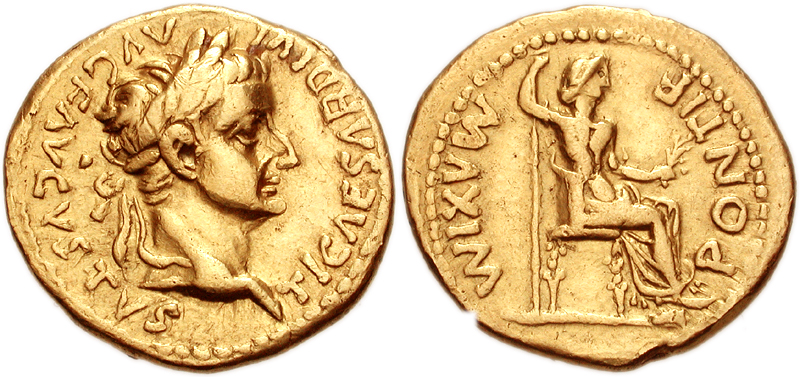
Aureus en or de Tibère et Livie.
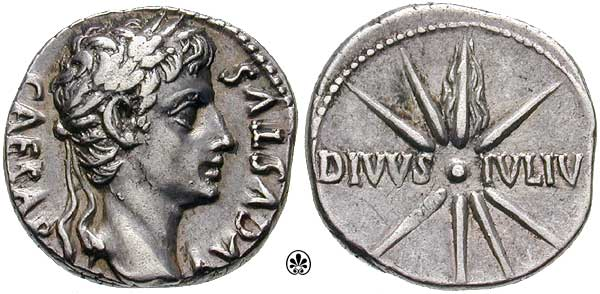
Denier d'argent d'Auguste.
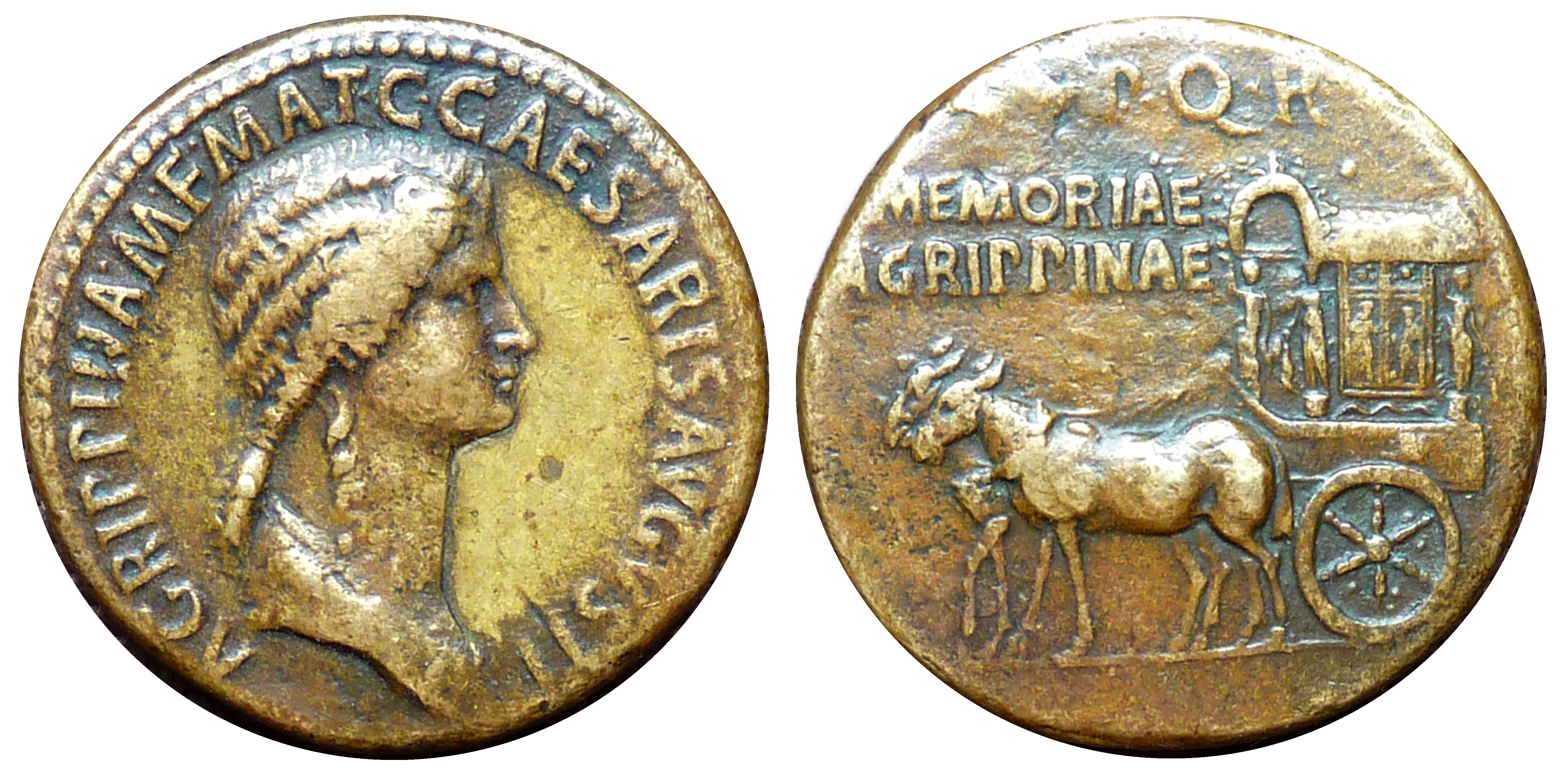
Sesterce de laiton d'Agrippine l'Aînée.
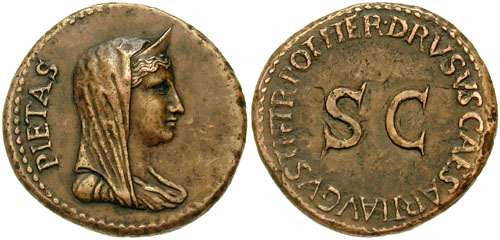
Dupondius de laiton de Livie.
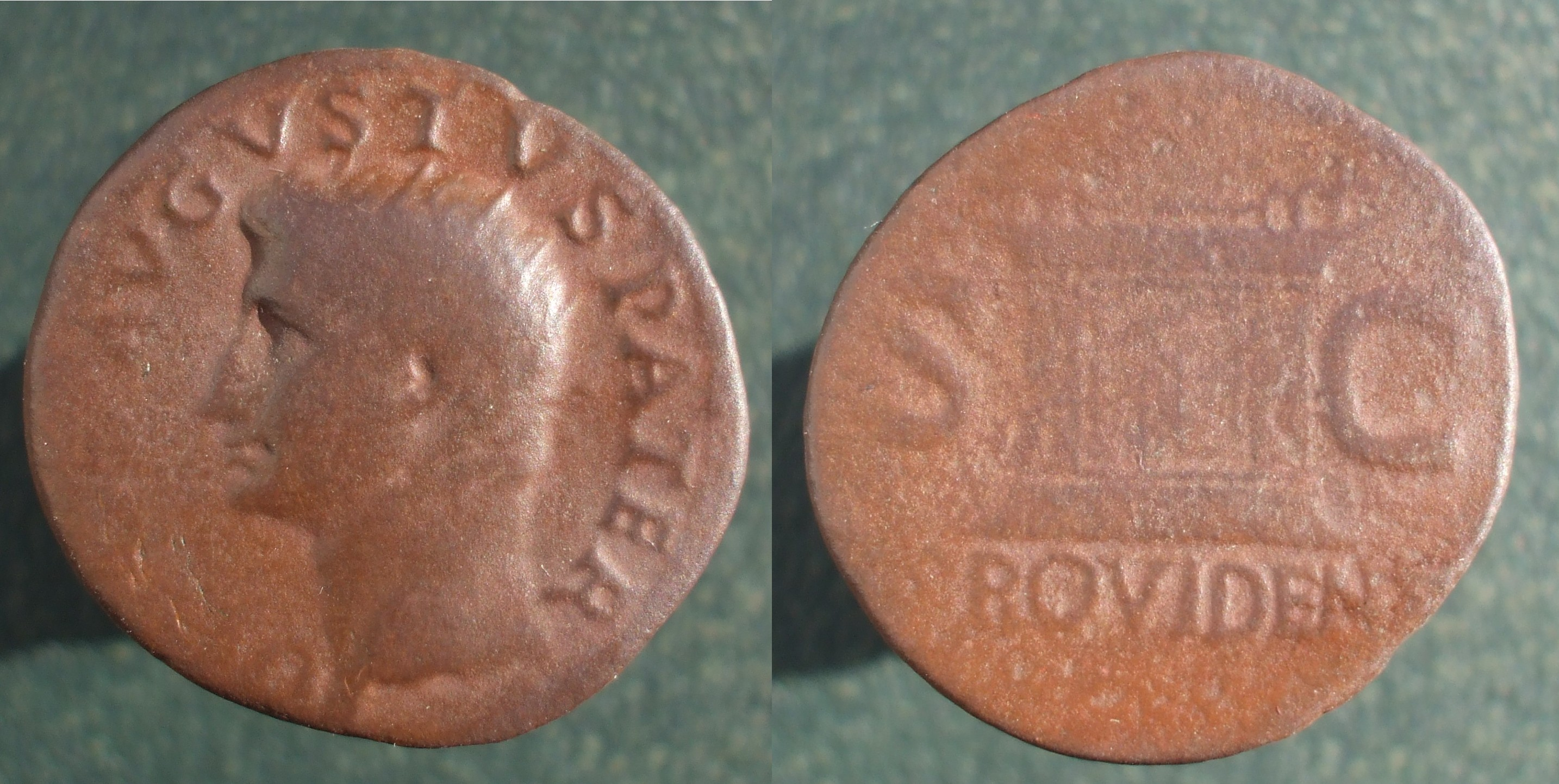
As de cuivre de Tibère figurant Auguste.
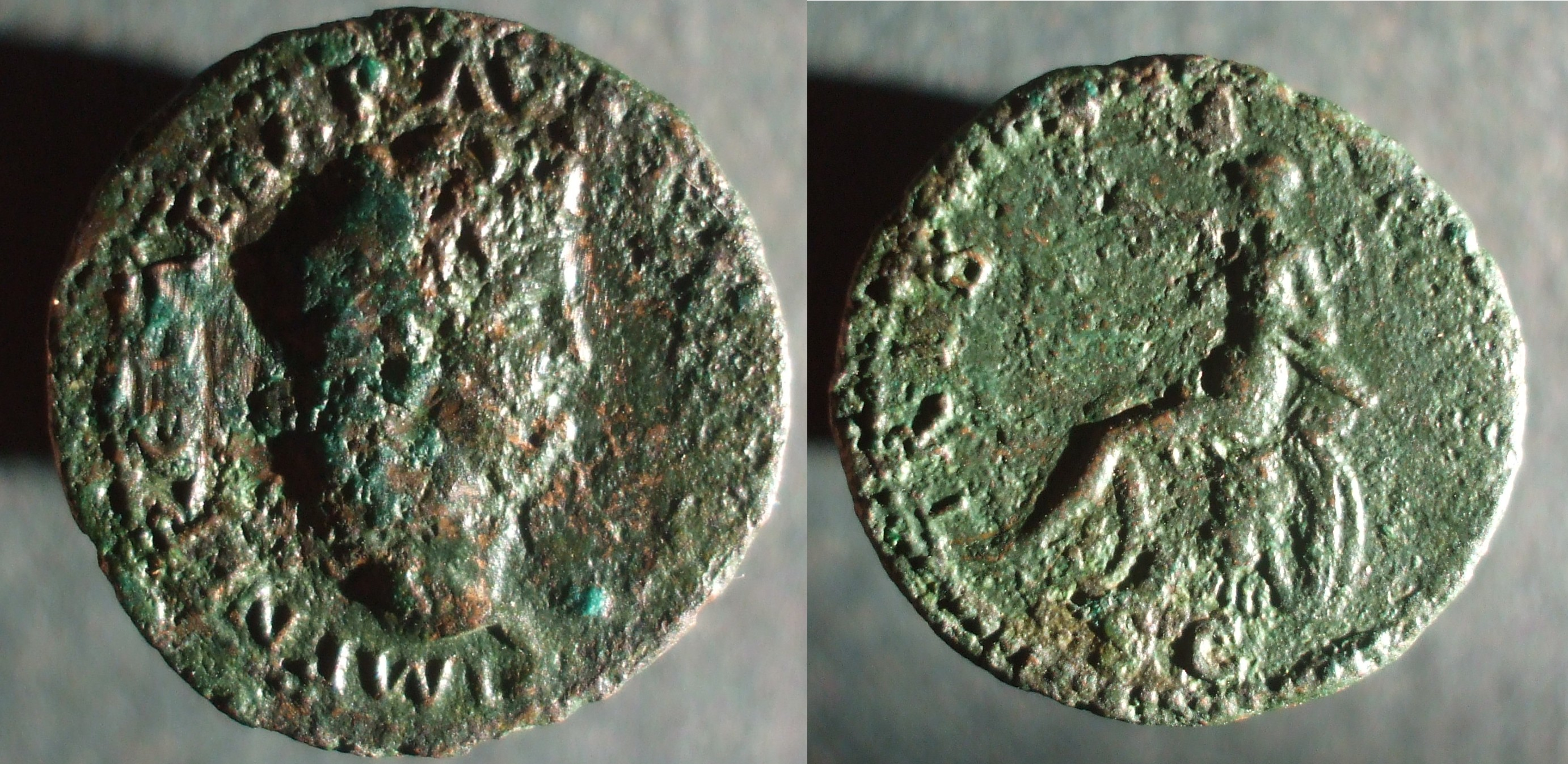
Semis de cuivre de Néron.
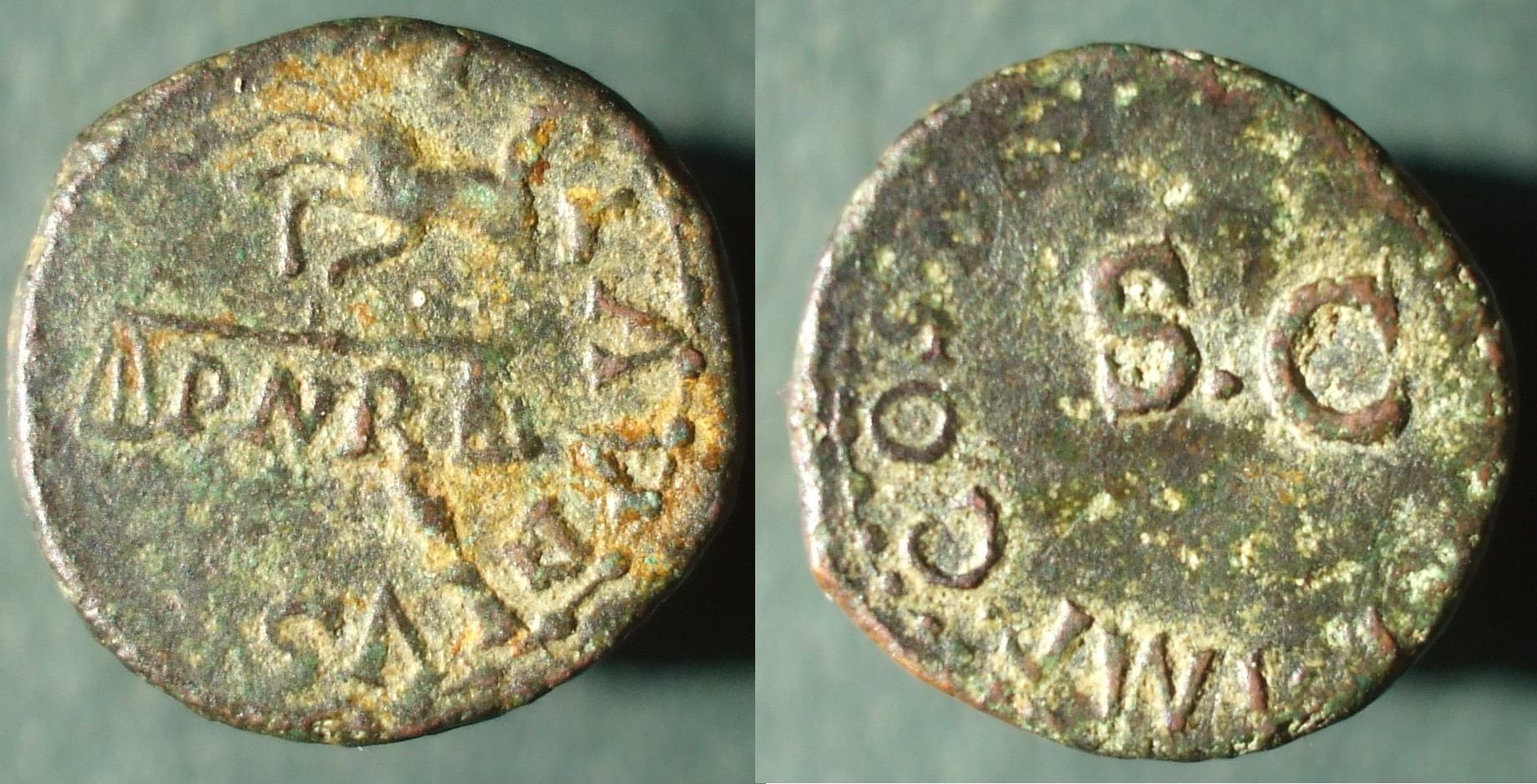
Quadrans de cuivre de Claude.

### Prix
Les fouilles archéologiques ont permis de découvrir des listes de prix, notamment sur les murs de Pompéi où en est conservée une large gamme qui sont, la plupart du temps, libellés en as. Le paléontologue Alberto Angela estime qu'au Ier siècle, à l'époque du règne de Trajan, un sesterce équivaut à 2 euros[Information douteuse]. Cette hypothèse permet une liste non exhaustive des prix de l'époque, dont l'analogie avec les prix actuels peut être surprenante :
- 1 bol de soupe = ¹⁄₄ sesterce (1 as) = 0,50 € ;
- 1 entrée aux thermes = ¹⁄₄ sesterce = 0,50 € ;
- 1 miche de pain de 1 kg = ¹⁄₂ sesterce = 1 € ;
- 1 kilo de blé = ¹⁄₂ sesterce = 1 € ;
- 1 litre de vin ordinaire = 1 sesterce = 2 € ;
- 1 litre d'huile d'olive = 3 sesterces = 6 € ;
- 1 tunique = 15 sesterces = 30 € ;
- 1 mule = 520 sesterces = 1 040 € ;
- 1 esclave = 1 200 à 2 500 sesterces = 2 400 à 5 000 €.

Un simple légionnaire reçoit alors une solde de 750 à 900 sesterces par an, un centurion 3 750 sesterces et un préfet de camp jusqu'à 15 000 sesterces. De telles estimations ne valent évidemment pas pour toute la durée de l'Empire et quand il faut 3 sesterces pour acheter un modius de grain (6.5 kg) sous Trajan, il n'en faut pas moins de 240 à la fin du IIIe siècle.

### Propagande impériale

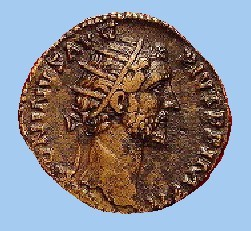
Dupondius d'Antonin le Pieux empereur en 138.

Les empereurs soignent particulièrement leur portrait sur les monnaies qui servent de propagande, le sesterce en laiton valant un quart de denier est, avec son diamètre d'environ 33 mm, la monnaie reine de l'époque.

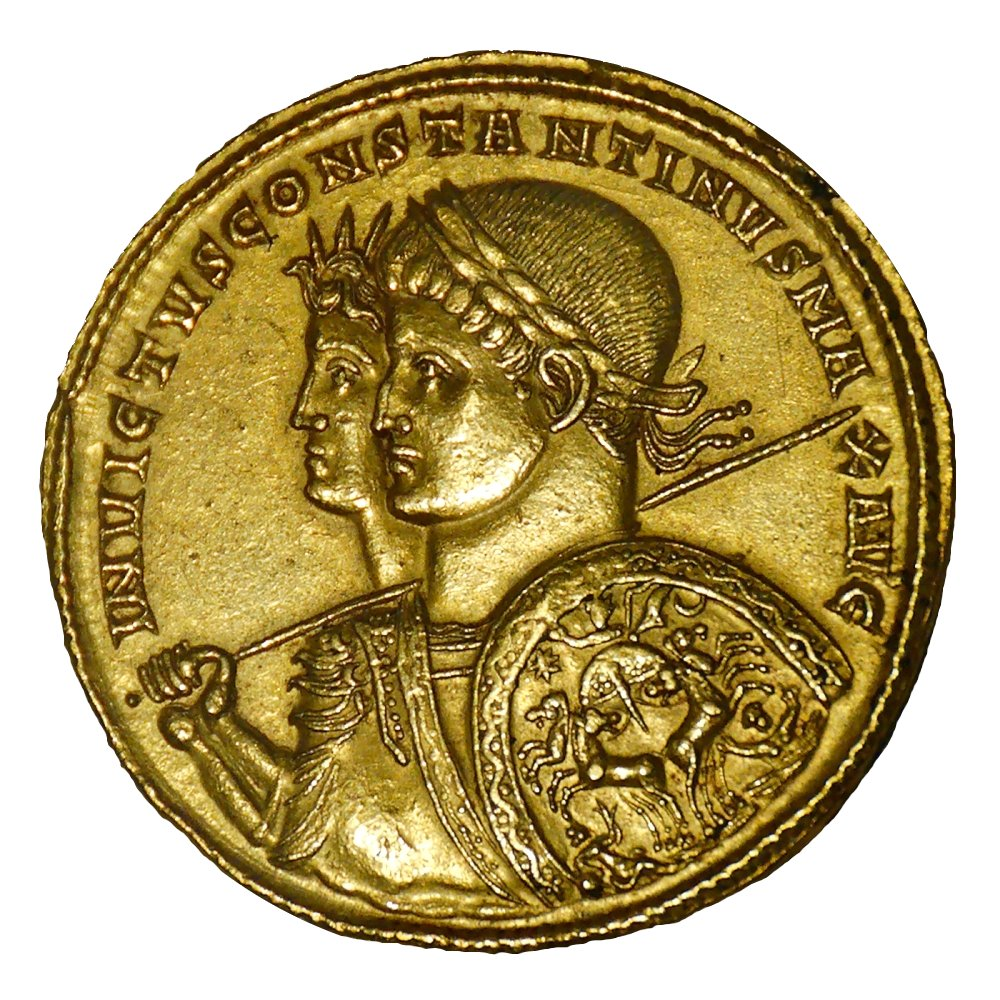
Médaillon multiple d'aureus, d'un poids de 39,79 g, émis par Constantin en 313.

L'avers (« côté face ») représente la plupart du temps l'effigie de l'empereur régnant à l'époque de l'émission de la monnaie. Les revers des monnaies sont l'occasion de faire de la propagande : ils célèbrent les victoires et les conquêtes des empereurs, ils représentent des dieux, des déesses, des allégories symbolisant des qualités associées à l'empereur, des monuments, des provinces personnifiées, des animaux. On compte parfois plusieurs centaines de revers différents pour un seul empereur, parmi lesquels certains d'une grande importance historique, inscrivant dans la durée ou racontant le présent. Les impératrices et les enfants de la famille impériale sont aussi parfois représentés.
Sous plusieurs empereurs, des monnaies d'or de prestige, multiples de l'aureus et appelées médaillons, sont frappées pour être distribuées en hommage aux dignitaires méritants de l'Empire. D'un poids de 2 à 10 aurei, ces émissions n'étaient pas vraiment destinées à circuler et s'apparentaient plutôt à des médailles. On trouve également des médaillons en bronze et en argent. Sur ces modules, les iconographies sortent davantage de l'ordinaire et sont encore plus signifiantes,.
Les monnaies sont aussi un formidable outil pour les archéologues pour déterminer les frontières de l'empire, ou les zones d'influence : quand on trouve des monnaies en grand nombre en un endroit, cela signifie que la région était bien romanisée, et entretenait des activités économiques régulières avec le reste de l'empire.

### La période des troubles politiques

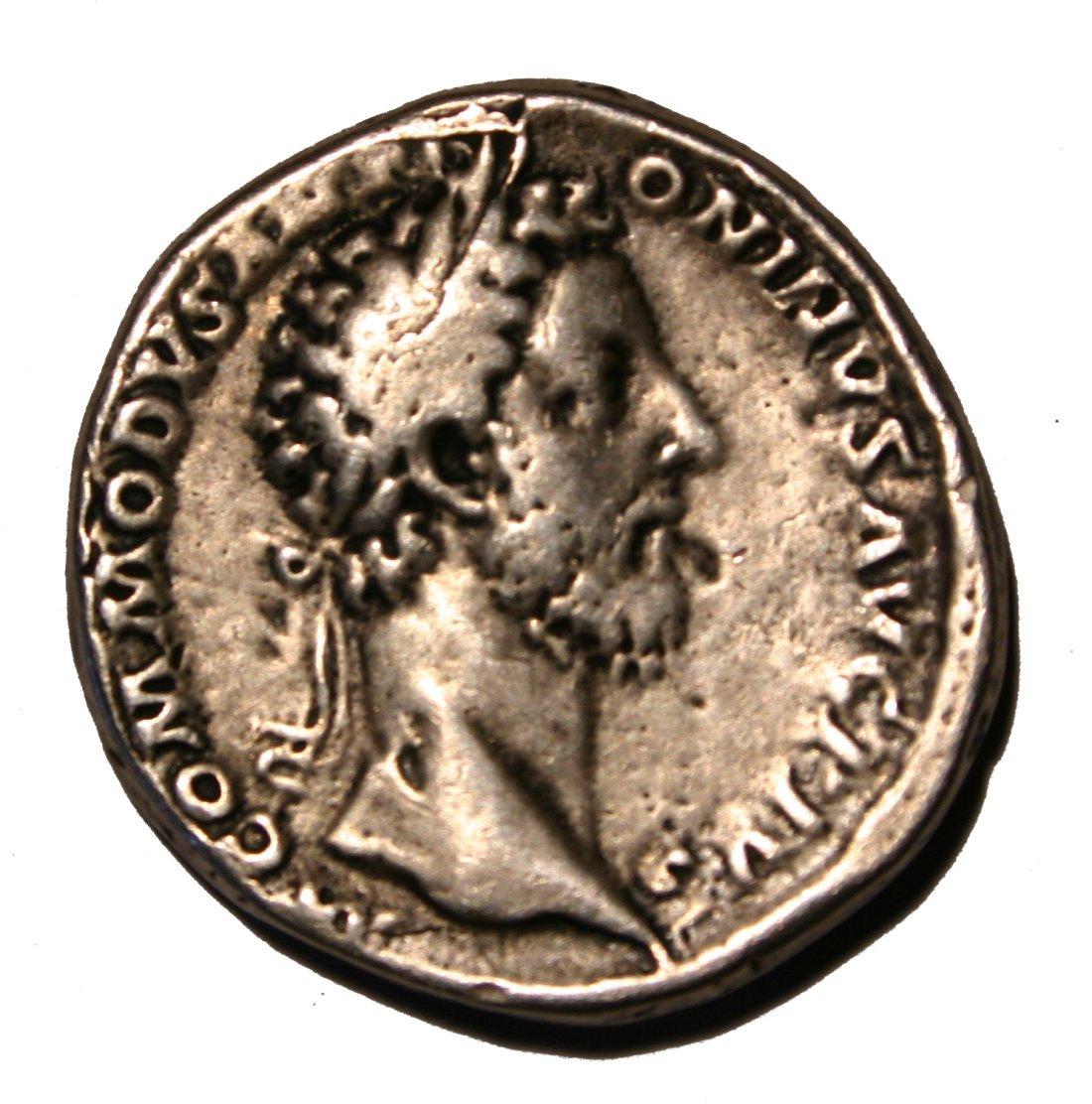
Denier de Commode empereur en 180.

Au fil du temps, la dévaluation est de plus en plus rapide. Sous Septime Sévère, le titre du denier passe de 70 % à 50 % d'argent. Vers 215, Caracalla, qui a besoin d'argent pour pouvoir payer les soldats dont il a augmenté la solde, institue une nouvelle monnaie, un double denier appelé antoninien ne pesant le poids que d'un denier et demi, au titre d'environ 50 % d'argent,. Cette monnaie, dont on ignore quel fut le nom à l'époque, se reconnait à la couronne radiée de l'empereur et sur les monnaies des impératrices au croissant de lune sous le buste.
L'antoninien est abandonné en 219 par Héliogabale, puis réémis en 238 sous Balbin et Pupien, mais avec une valeur intrinsèque de plus en plus faible, tandis que le denier disparait peu à peu et cesse d'être émis à partir de Decius, une mauvaise monnaie en chassant une bonne. Avec l'anarchie militaire du IIIe siècle, la multiplication des ateliers monétaires et l'instabilité politique, le système monétaire est dans la tourmente. Les monnaies se déprécient constamment, contenant de moins en moins de métaux précieux. L'antoninien est émis massivement, avec une qualité qui s'effondre, passant de 4,4 g pour 47 % d'argent sous Gordien III à 2,8 g et 2,5 % d'argent, voire moins, au début du règne d'Aurélien. L'antoninien n'est alors plus qu'une monnaie de billon, argentée d'une fine pellicule par « sauçage », un procédé d'enrichissement de l'argentation en surface.
En 271, Aurélien réforme la monnaie et augmente le poids de l'antoninien, que l'on nomme actuellement aurelianus. On les reconnait à la marque XXI qui indique que la monnaie contient 1/20e d'argent. Il tente aussi de réintroduire l'as de cuivre et le sesterce.

## Le monnayage sous le Bas Empire

### La réforme du système monétaire

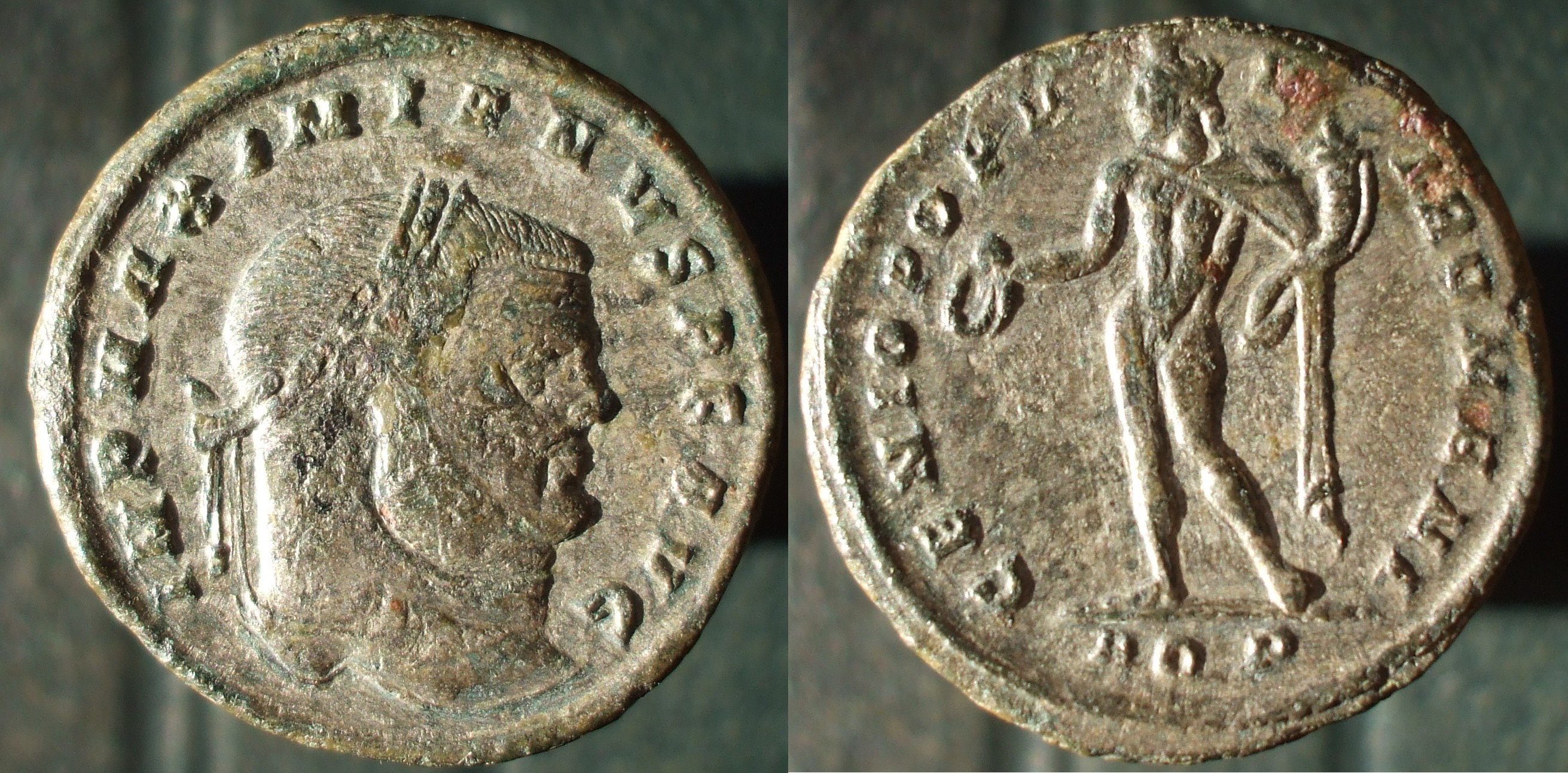
nummus/follis de Maximien Hercule frappé à Aquilée, avec le Génie du Peuple Romain au revers.
Cette monnaie conserve des traces d'une argenture superficielle.

Durant le règne de Dioclétien, la situation politique et militaire se stabilise, tandis que l'inflation galopante persiste. Fin 294, il mène une nouvelle réforme monétaire, il diminue l'aureus d'Aurélien, qui passe de 1/50 à 1/60 de livre d'or, et crée de nouvelles monnaies : l’argenteus ou denier d'argent à 1/96e de livre d'argent, de même qualité que l'ancien denier de Néron, et trois monnaies de bronze dont un grand bronze avec un faible pourcentage d'argent, le follis ou nummus. L'unité de compte reste le denier courant, malgré sa dépréciation.
Tableau des principales monnaies de Dioclétien en 300. Leurs parités respectives à cette date proviennent d'un papyrus égyptien,.
|  | Libra aurea |

|  | Aureus |

|  | Denarius argenteus |

|  | Nummus ou Follis |

|  | neo antoninianus |

|  | Denarius communis |

Ces parités respectives sont très vite remises en cause par l'inflation galopante. Une dizaine d'années plus tard, Constantin recrée un nouveau système, où le solidus en or de 4,5 g remplace l'aureus qui ne sera plus émis que pour des occasions particulières en très petites quantités. Le miliarense est une pièce d'argent sous Constantin pesant le même poids que le solidus d'or.

### Le succès du solidus

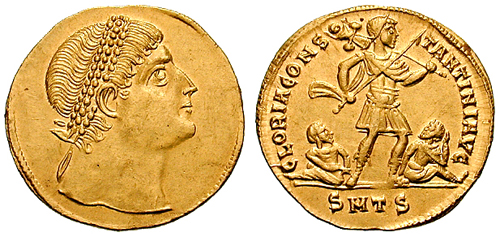
Monnaie de 1 1/2 solidi de Constantin, 327, Thessalonique.

Constantin Ier, vers 311 opère une dévaluation de la monnaie d'or en créant une nouvelle monnaie, le solidus frappé au 1/72 de la livre d'or pur (soit environ 4,5 g) contre 1/60 de livre précédemment. Son nom solidus (= solide, stable) constituait un véritable programme politique face aux dévaluations monétaires répétées des générations précédentes. Constantin Ier put maintenir la stabilité de cette nouvelle monnaie et l’émettre en quantités considérables, grâce à la confiscation des importants stocks d'or thésaurisés depuis des siècles dans les temples païens.
Face à la baisse constante des autres monnaies d'argent et de bronze, celle du follis par exemple qui perd rapidement son contenu d'argent, le solidus devint la monnaie refuge, pour tous les règlements importants (dons de l'empereur aux soldats, paiement des impôts, tributs versés par les peuples barbares, etc.).
Des sous-multiples d'or du solidus furent créés : le semissis soit un demi-solidus, le tremissis ou triens, soit un tiers de solidus. Le 24e du solidus est le silique d'argent. Le centenionalis en est le 100e, en cuivre.
La stabilité du solidus de 4,5 g d'or se conserva durant l'évolution de l'Empire romain en empire byzantin, où il prit le nom de nomisma. Il ne connut de dévaluation qu'au XIe siècle sous les Comnènes, soit une extraordinaire stabilité de sept siècles.

## Persistance du système monétaire romain en Occident
Après la chute de l'Empire romain d'Occident, le solidus continua à circuler quelque temps chez les Francs ; son nom se maintint et se transforma en français en « sol », puis « sou ». Les peuples installés dans l'Empire, Burgondes, Ostrogoths et Wisigoths, émirent aussi des monnaies à l'imitation du système romain, dont des solidi.
Le système monétaire carolingien repose sur le rapport libra/solidus/denarius, de même que le système sterling qui s'impose en Angleterre au Xe siècle, puisque pound est noté ₤, shilling noté « S » ou « / » et penny noté « d» .

## L'étymologie monétaire
- Le bétail, pecus en latin, unité originelle des échanges, a donné le mot « pécuniaire ».
- Les monnaies romaines étaient au début frappées dans le temple de Junon Moneta, origine du mot « monnaie ».
- Le terme grec o nomos « la loi », aurait donné nomisma, selon l'étymologie choisie par Aristote (Politique), ce qui suppose pour lui que la monnaie a d'abord une valeur légale, définie par l'autorité civique, et une incidence politique, nomisma (qu'on peut traduire approximativement comme « légalisé ») est donc devenu dans sa forme latinisée numisma (ou encore numus) qui a donné « numismatique ».
- Le denier, denarius est à l'origine du dinar arabe, qui est une pièce d'or du poids d'un denier
- Le solidus s'est transformé au fil des siècles en « « sold », « sol » », puis « sou » (parent de « solde, solder » et de « souder » par l'italien (< « saldo » = chose [rendue] solide).

## Marques monétaires

### Abréviations latines

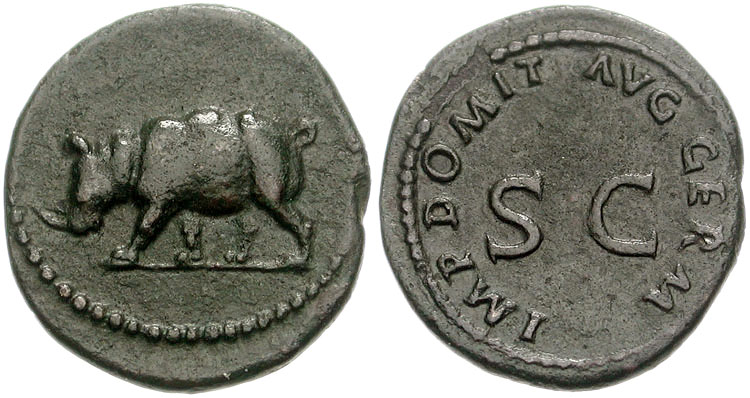
Un rhinocéros sur un quadrans de Domitien.

Abréviations apparaissant sur des monnaies romaines. Notez que le "v" latin se rend phonétiquement par "u".
- AVG : AVGVSTVS, AVGVSTA = empereur, impératrice
- AVGG : AVGVSTORVM = des empereurs (génitif pluriel)
- CAES : CAESAR = empereur
- COS : CONSVL = consul
- D : DIVVS, DIVA = divinisé
- DN : DOMINUS NOSTER = notre maître
- DDNN : DOMINI NOSTRI = nos maîtres (lorsque deux empereurs régnaient conjointement)
- F : FILIVS = fils
- FIL : FILIA = fille
- IMP : IMPERATOR = général victorieux
- PM : PONTIFEX MAXIMVS = grand pontife
- PP : PATER PATRIAE = père de la Patrie
- SC : SENATVS CONSVLTO = par décret du Sénat
- TRP : TRIBVNICIA POTESTAS = puissance tribunicienne, renouvelée chaque année

Exemple : TI CLAVD CAESAR AVG P M TR P VI IMP XI (Tibère Claude César Auguste, Grand Pontife, revêtu pour la sixième fois de la puissance tribunitienne, salué victorieux pour la onzième fois).

### Chiffres

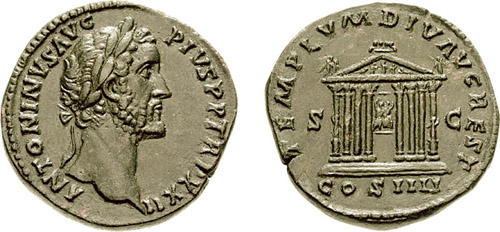
Sesterce d'Antonin le Pieux ; revers avec l'indication COS IIII.

Les chiffres apparaissent sur les monnaies impériales dans les indications de titulature portée plusieurs fois, comme le titre d'imperator (exemple IMP XII), de puissance tribunicienne (exemple TR PP II) ou de consul (exemple COS II). Parmi ces notations, les formes additives IIII et VIIII sont celles couramment employées (voir comme exemple le sesterce ci-après, avec l'indication COS IIII et non COS IV pour le quatrième consulat d'Antonin le Pieux). C'est la notation originelle des chiffres romains, les formes soustractives sont quant à elles plus récentes et ne sont pas employées sur les monnaies.
Des chiffres apparaissent aussi au IVe siècle dans les revers frappés pour les anniversaires de règne. Là encore on trouve des notations additives pour les chiffres : une monnaie émise pour les trente ans de règne de Constance II porte VOT XXX MULTIS XXXX pouvant signifier le vœu -VOTo/-is- que XXX / 30 ans de règne se MVLTI(s)plient -/ se prolongent- jusqu'à / par XXXX / XL / 40 ans.
| I | II | III | IIII | V | VI | VII | VIII | VIIII | X  |
| - | -- | --- | ---- | - | -- | --- | ---- | ----- | -- |
| 1 | 2  | 3   | 4    | 5 | 6  | 7   | 8    | 9     | 10 |

### Marques d'atelier
À partir du IIIe siècle, les ateliers de frappe se multiplient, et les monnaies portent la marque d'origine de l'atelier d'émission.